# Route nationale 68 (France)
Pour les articles homonymes, voir Route nationale 68.
La route nationale 68 est une ancienne route nationale française. Elle fut entièrement déclassée en D468 dans les années 1970 à l'exception de la section Illkirch-Graffenstaden-Strasbourg qui fut renumérotée RN 83. Autrefois, elle reliait La Chaussée (communes de Saint-Louis et Bartenheim) à Lauterbourg en longeant le Rhin via :
- Kembs (km 6)
- Ottmarsheim (km 18)
- Fessenheim (km 33)
- Neuf-Brisach (km 45)
- Marckolsheim (km 63)
- Illkirch-Graffenstaden (km 108)
- Strasbourg (km 117)
- Gambsheim (km 134)
- Seltz (km 165)
- Lauterbourg (km 177)
- Allemagne L 554

Voir le tracé de la RN68 sur GoogleMaps
Sous le premier empire, elle faisait partie de la Route Impériale 86.